# إد غلين (لاعب كرة قاعدة أمريكي)
إد غلين (بالإنجليزية: Ed Glenn)‏ هو لاعب كرة قاعدة أمريكي، ولد في 1 أكتوبر 1875 في سينسيناتي في الولايات المتحدة، وتوفي في 6 ديسمبر 1911 في لودلو في الولايات المتحدة.

## وصلات خارجية
- إد غلين (لاعب كرة قاعدة أمريكي) على موقعبيزبول رفرنس.كوم (الدوري الرئيسي) (الإنجليزية)
- إد غلين (لاعب كرة قاعدة أمريكي) على موقعبيزبول رفرنس.كوم (الدوري الثانوي) (الإنجليزية)